# Cross Plains (Texas)
Cross Plains és una població dels Estats Units a l'estat de Texas. Segons el cens del 2000 tenia 1.068 habitants.

## Demografia
Segons el cens del 2000, Cross Plains tenia 1.068 habitants, 432 habitatges, i 285 famílies. La densitat de població era de 343,6 habitants/km².
Dels 432 habitatges en un 28,9% hi vivien nens de menys de 18 anys, en un 50,2% hi vivien parelles casades, en un 10,6% dones solteres, i en un 33,8% no eren unitats familiars. En el 32,2% dels habitatges hi vivien persones soles el 19,4% de les quals corresponia a persones de 65 anys o més que vivien soles. El nombre mitjà de persones vivint en cada habitatge era de 2,4 i el nombre mitjà de persones que vivien en cada família era de 3,03.
Per edats la població es repartia de la següent manera: un 25,1% tenia menys de 18 anys, un 7,3% entre 18 i 24, un 21,7% entre 25 i 44, un 22,4% de 45 a 60 i un 23,5% 65 anys o més.
L'edat mediana era de 42 anys. Per cada 100 dones de 18 o més anys hi havia 81 homes.
La renda mediana per habitatge era de 22.235 $ i la renda mediana per família de 27.500 $. Els homes tenien una renda mediana de 22.188 $ mentre que les dones 17.955 $. La renda per capita de la població era de 13.284 $. Aproximadament el 18,5% de les famílies i el 23,3% de la població estaven per davall del llindar de pobresa.

## Poblacions més properes
El següent diagrama mostra les poblacions més properes.